# Сянсян
Сянсян (кит. спр. 湘乡市, піньїнь: Xiāngxiāng Shì) — місто-повіт в південнокитайській провінції Хунань, складова міста Сянтань.

## Географія
Сянсян лежить на заході префектури на річці Ляньшуй (басейн озера Дунтін).

### Клімат
Місто знаходиться у зоні, котра характеризується вологим субтропічним кліматом. Найтепліший місяць — липень із середньою температурою 29.5 °C (85.1 °F). Найхолодніший місяць — січень, із середньою температурою 5.5 °С (41.9 °F).
| Клімат Сянсяна          | Клімат Сянсяна | Клімат Сянсяна | Клімат Сянсяна | Клімат Сянсяна | Клімат Сянсяна | Клімат Сянсяна | Клімат Сянсяна | Клімат Сянсяна | Клімат Сянсяна | Клімат Сянсяна | Клімат Сянсяна | Клімат Сянсяна | Клімат Сянсяна |
| Показник                | Січ.           | Лют.           | Бер.           | Квіт.          | Трав.          | Черв.          | Лип.           | Серп.          | Вер.           | Жовт.          | Лист.          | Груд.          | Рік            |
| Середня температура, °C | 5,5            | 6,5            | 11             | 17,3           | 22,4           | 25,9           | 29,5           | 28,9           | 24,4           | 19             | 13,3           | 8,1            | 17,7           |
| Норма опадів, мм        | 62.8           | 94.4           | 132.8          | 197.4          | 208.3          | 190.1          | 101.6          | 111.3          | 64.7           | 91.9           | 77.3           | 47.3           | 1379.9         |
| Днів з опадами          | 14,7           | 14,9           | 18,8           | 19,2           | 17,5           | 13,9           | 9,5            | 10,3           | 9,3            | 13             | 12,8           | 12,4           | 166,3          |
| Вологість повітря, %    | 79             | 81.7           | 82.4           | 82.1           | 81.2           | 81.7           | 75.7           | 76.3           | 77.7           | 78.8           | 78.5           | 77.3           | 79.4           |
| ----------------------- | -------------- | -------------- | -------------- | -------------- | -------------- | -------------- | -------------- | -------------- | -------------- | -------------- | -------------- | -------------- | -------------- |
| Джерело: Weatherbase    |                |                |                |                |                |                |                |                |                |                |                |                |                |